# Perth (Tasmânia)
Perth é uma cidade do nordeste da Tasmânia, Austrália. Fica a 20 km ao sul de Launceston. A cidade tem uma população de 1984 habitantes e é em média, um aumento de 1% por ano (censo de 2001).
É a primeira grande cidade de Launceston na rota até Hobart (capital do estado da Tasmânia) e também serve como uma junção importante para as pessoas que contornam Launceston na rota de Hobart no norte e oeste do estado. 
Como nas proximidades de Longford, Perth é uma cidade histórica com muitos edifícios remonta ao início do século XIX.